# 仙台市立七北田中学校
仙台市立七北田中学校（せんだいしりつ ななきたちゅうがっこう）は、宮城県仙台市泉区七北田字東裏にある公立中学校。通称は「七中」（ななちゅう）。

## 概要
本校は、戦後の学制改革（学校教育法）により、新制中学校として当時の七北田村に開校した。開校当時は、新制七北田小学校の校舎の一部を間借りしてのスタートであった。最盛期には生徒数1200余名を数えるが、現仙台市泉区の団地造成に伴い、仙台市立将監中学校など多くの中学校が同校から分離した。
著名な卒業生としてフィギュアスケートの本田武史や羽生結弦がいる。
2011年3月11日に発生した東北地方太平洋沖地震（東日本大震災）と一連の余震では、本校が位置する仙台市泉区内では、最大で震度6弱にも及ぶ激しい揺れにより学校施設が被害を受け、修繕工事が行われている間、近隣の学校の一部を間借りして授業を行う措置が取られた。
2019年、校舎にエアコンが設置された。
2023年、新校舎が建設され、移転完了。
2024年、生徒会長の発案により、デジタル化が進む

## 校歌
- 作詞:斎藤荘次郎
- 作曲:佐藤長助

## 校章の由来
縦に走る山の形は、郷土の山、秀麗泉ヶ岳を表す。
横に走る白線は､泉ヶ岳に源を発し、西から東へと泉区を横断して住民生活の上水道、農業用水として幾多の恩恵を与えている清流｢冠川｣を図案化したものである。

## 沿革
- 1947年 - 七北田村立七北田中学校開校（生徒数394名、8クラス、教員数12名）
- 1948年 - 七北田村立女子専修学校開校（～1972年）
- 1949年 - 木造旧校舎落成（～1973年）
- 1951年 - 中学校旗樹立式
- 1952年 - 七北田中学校校歌制定、増築校舎落成
- 1955年 - 泉村立七北田中学校に改称
- 1956年 - 旧体育館、校門、国旗掲揚塔落成
- 1957年 - 泉町立七北田中学校に改称
- 1959年 - 環境緑化全国第一位
- 1960年 - 農繁公認休暇開始
- 1965年 - プール落成
- 1968年 - 学校給食開始
- 1971年 - 泉市立七北田中学校に改称
- 1973年 - 新校舎移転
- 1975年 - 仙台市立将監中学校離校式
- 1979年 - 生徒数が1288名に達する（32クラス）
- 1980年 - 泉市立向陽台中学校離校式
- 1981年 - 泉市立加茂中学校離校式
- 1982年 - 泉市立鶴が丘中学校離校式
- 1983年 - 泉市立寺岡中学校離校式
- 1988年 - 仙台市立七北田中学校に改称、旧体育館の改修
- 1989年 - 在学青少年生徒指導推進モデル校に指定、校木（校門付近のマツ）制定
- 1997年 - 創立50周年記念式典、記念事業モニュメント「つばさ」の設置、いじめ登校拒否問題対策推進協力校指定
- 2000年 - 旧体育館を改築した武道館が落成
- 2001年 - スクールカウンセラー配置
- 2005年 - 新駐輪場完成
- 2006年 - 校庭改修工事終了
- 2009年 - ハンドボール同好会　設立
- 2010年 - ハンドボール同好会がハンドボール部へ
- 2021年 - 放送委員会より七中放送局が設立
- 2023年 - 新校舎移転完了
- 2024年 - 体育館常設トイレ 改修工事
- 2024年 - 体育館常設トイレ 改修工事完了

## 農繁休暇
1950年（昭和35年）より、学校公認の農繁公認休暇が取られた。当時は、畑・田圃を耕運機ではなく馬や牛で耕し、特に田植え、稲刈りの時期には家族総出で行われた。子供も中学生になると一人前とみなされ、朝から晩まで作業したため、3日間の休暇を与えていた。それでも忙しい者には、非公式ながらも農繁休暇を認めていた。特に1965年（昭和40年）は、異常な人手不足のため、5日間を公認休暇とした。

## 校舎
- 1949年（昭和24年）校舎が完成。当然ながら、初期の校舎は木造であった。七北田村第4代村長の遠藤永次郎の提唱により、向陽台の村有地に植えられた杉が木材に使用された。
- 1973年（昭和48年）新校舎（現校舎）完成。コンクリート造りであり、旧校舎よりも北側に建設される。その後旧木造校舎は取り壊されたが、旧体育館だけは改修、1999年（平成11年）まで使われていた。
- 2011年（平成23年）東日本大震災により巨大な亀裂が校舎に入り、職員以外校舎に入ってはいけなくなった。
- 2012年（平成24年）東日本大震災によって起きた、校舎の被害の修理が開始した。
- 2022年（令和4年）校舎の老朽化により新校舎建設が開始された。校庭に新校舎が建てられたため、生徒は本来の約4分の1程度しか校庭が使えなかったり、工事の騒音がうるさいなどの問題に悩まされた。
- 2023年（令和3年）新校舎の完成に伴い、旧校舎の解体がスタート。翌年2024年に解体完了。旧校舎跡地には駐車場の建設が予定されている。
- 2024年（令和4年）体育館に設置されているトイレが老朽化、悪臭などの影響で改修。

## 七中放送局
- 2021年放送委員会の内の一人が以前の音楽だけの放送はつまらないという理由により企画。2023年現在は生徒からのお便りや、曲のリクエストなどを募集し回答している。その他にも中総体応援企画など生徒に特化した放送が行われていて、生徒から絶大な支持を受けている。
- 2021年9月発足
- 2021年11月司会者が第3回の放送より二代目へとひきつがれる
- 2022年9月司会者が第17回の放送より三代目（３人）に引き継がれる
- 2023年前期司会者により、先生への質問コーナーが始まる。
- 2024年七中放送局の衰退が進み、司会者無しでの進行となってる
- 2025年放送委員が放送局を開かないため実質的な廃止となっている

## 著名な卒業生
下記の人物はいずれも
• フィギュアスケート選手羽生結弦（2014年ソチオリンピック金メダル、2018年平昌オリンピック金メダル、オリンピック2連覇）･（国民栄誉賞受賞者）
- 田中総司
- 本田武史（郡山市出身。中学進学に際し転居）

下記は陸上選手
- 中村 大成（駒澤大学・2019年、2020年箱根駅伝出場）